# Yesun Timur Khan
Yesun Timur (mongolisch ᠶᠡᠰᠦᠨ ᠲᠡᠮᠦᠷ; * 1276; † 15. August 1328 im damaligen Shangdu) war ein mongolischer Khagan und unter dem Namen Jinzong auch Kaiser der Yuan-Dynastie. Er regierte von 1323 bis 1328 und markiert den Niedergang dieser Dynastie.

## Leben
Yesun Timur war zunächst als Sohn Kamalas und Enkel von Kubilais Kronprinzen Dschingkim der Statthalter in der Mongolei. Nach der Ermordung von Buyantu Khans Nachfolger Suddhipala 1323 wurde er von den Verschwörern zum neuen Herrscher ausgerufen. Er bestätigte die Verschwörer so lange in ihrem Vorgehen, bis er sich die Hauptstädte gesichert hatte, und schaltete sie anschließend aus.
Der Khagan wird von den chinesischen Chronisten als einfältig und träge beschrieben. In seine Regierungszeit fiel 1324 eine Verlagerung des Unterlaufs des Gelben Flusses, welche Überschwemmungen, große Hungersnot und erste Aufstände zur Folge hatte. Die Mongolen konnten den Kleinkrieg nicht beenden, was zur Aufstellung von Privatmilizen und zur Verschärfung der inneren Lage führte.
Sein wichtigstes Problem war aber die Nachfolgefrage, da sein ältester Sohn Arigaba minderjährig war. Yesun Timur war hier gezwungen, Kontakt zu Khaischans Söhnen, Qoshila und Toqa Timur, aufzunehmen bzw. letzteren freizulassen. Nach seinem Tod am 15. August 1328 führte das zum Nachfolgekrieg, welchen Toqa Timur (er regierte 1328–1332) für sich entscheiden konnte.